# Liste von Persönlichkeiten der Stadt Athen
Diese Liste enthält in Athen geborene Persönlichkeiten sowie solche, die in Athen gewirkt haben, jedoch andernorts geboren wurden. Die Liste erhebt keinen Anspruch auf Vollständigkeit.

## In Athen geborene Persönlichkeiten

### Bis 150 n. Chr.
- Solon (um 640–560 v. Chr.), Staatsmann und Lyriker
- Peisistratos (bl. 564–528 v. Chr.), Tyrann
- Kleisthenes von Athen (um 570–500 v. Chr.), Staatsmann
- Simonides von Keos (um 556–468 v. Chr.), Lyriker
- Miltiades der Jüngere (um 550–489 v. Chr.) Feldherr in der Schlacht bei Marathon
- Aischylos (um 525–455 v. Chr.), Tragödiendichter
- Themistokles (um 524–459 v. Chr.), Politiker and Feldherr
- Kimon (um 510–449 v. Chr.), Politiker und Feldherr
- Sophokles (um 496–406 v. Chr.), Tragiker
- Perikles (um 490–429 v. Chr.), Staatsmann
- Herodot (um 484–425 v. Chr.), Historiker, gebürtig aus Halikarnassos
- Euripides (um 480–406 v. Chr.), Tragiker
- Pheidias (um 495–425 v. Chr.), Bildhauer, Maler und Architekt
- Aspasia (um 470–400 v. Chr.), Geliebte und Partnerin des Perikles, vielleicht eine Hetäre, ursprünglich aus Milet
- Nikias (um 470–413 v. Chr.), Politiker und Feldherr
- Sokrates (469–399 v. Chr.), Philosoph
- Telekleides (bl. 450–430 v. Chr.), Komödiendichter
- Thukydides (um 460–400 v. Chr.), Historiker und Feldherr
- Hermippos (fünftes Jahrhundert v. Chr.), Komödiendichter
- Apollodor von Athen (fünftes Jahrhundert v. Chr.), Maler
- Kleon (bl. 435–422 v. Chr.), Feldherr im Peloponnesischen Krieg
- Alkibiades (um 450–404 v. Chr.), Staatsmann, Redner und Feldherr
- Ephialtes of Athens (um 450–461 v. Chr.), Politiker
- Aristophanes (um 450–30 v. Chr.), Komödiendichter
- Agathon von Athen (um 448–400 v. Chr.), Tragödiendichter
- Eupolis (um 446–411 v. Chr.), Komödiendichter
- Diokles (um die Wende vom fünften zum vierten Jahrhundert v. Chr.), Komödiendichter
- Apollodor (um 434 – nach 399 v. Chr.), Philosoph
- Xenophon (um 430–355 v. Chr.), Philosoph
- Platon (428/27–348/47 v. Chr.), Philosoph
- Antiphanes (408–332 v. Chr.), Dichter
- Apollodor (um 394 – nach 343 v. Chr.), Politiker
- Aristoteles (384–322 v. Chr.), Philosoph
- Demosthenes (384–322 v. Chr.), Staatsmann und Redner
- Aristophon (viertes Jahrhundert v. Chr.), Komödiendichter
- Antikleides von Athen (um die Wende vom vierten zum dritten Jahrhundert v. Chr.), Geschichtsschreiber
- Adaios von Mytilene (drittes Jahrhundert v. Chr.), Kunstschriftsteller
- Dexikrates (drittes Jahrhundert v. Chr.), Komödiendichter
- Apollodor von Athen († nach 119 v. Chr.), Grammatiker und Schriftsteller
- Apollodor von Athen, Architekt

### 151 bis 1800
- Athenagoras von Athen (2. Jh. n. Chr.), frühchristlicher Apologet
- Clemens von Alexandria (um 150–215), Theologe und Kirchenschriftsteller
- Aelia Eudocia, vor ihrer Taufe Athenaïs (um 400 – 460), Ehefrau des oströmischen Kaisers Theodosius II.
- Heiliger Ägidius (um 640–710/724), Kaufmann und Abt von St. Gilles
- Irene (752–803), erste alleinregierende Kaiserin des Byzantinischen Reichs
- Demetrios Chalkokondyles (1423–1511), Humanist
- Philothea von Athen (1522–1589), orthodoxe Heilige und Stadtpatronin von Athen
- Leonardos Philaras (ca. 1595–1673), griechisch-französischer athenischer Gelehrter, Politiker, Philosoph, Schriftsteller, Diplomat und Doktor der Theologie

### 19. Jahrhundert

#### 1801 bis 1860
- Panagiotis Kalkos (1810–1878), Architekt
- Anastas Kullurioti (1822–1887), albanischer/arvanitischer Didaktiker, Publizist, Journalist und politischer Aktivist der albanischen Nationalbewegung
- Peter Auzinger (1836–1914), Schauspieler und bayerischer Mundartdichter
- Kathinka von Rosen, geborene Fabricius (1837–1919), deutsche Autorin
- Jakob Geis (1840–1908), Volkssänger
- Hippolyt von Bray-Steinburg (1842–1913), Diplomat
- Stephanos Dragoumis (1842–1923), Politiker
- Themistokles von Eckenbrecher (1842–1921), Maler
- Emil von Stengel (1842–1925), bayerischer Generalleutnant
- Aristides Dossios (1844–1881), Wirtschaftswissenschaftler
- Konstantin von Hößlin (1844–1920), Politiker
- Dimitrios Rallis (1844–1921), Politiker
- Nikolaos Zorbas (1844–1920), Offizier
- Leander Dossios (1846–1883), Chemiker
- Arturo Graf (1848–1913), italienischer Dichter
- Kyriakoulis Mavromichalis (1849/50–1916), Politiker
- Périclès Pantazis (1849–1884), Maler
- Iakovos Rizos (1849–1926), Maler
- Sophia Schliemann (1852–1932), zweite Ehefrau von Heinrich Schliemann
- Jean Moréas (1856–1910), französischer Dichter
- Joachim von Brenner-Felsach (1859–1927), österreichischer Weltreisender und Fotograf
- Ioannis Apostolou (1860/63–1905), Tenor

#### 1861 bis 1880
- Anastasios Metaxas (1862–1937), Architekt
- Konstantin I. (1868–1923), König von Griechenland
- Nikolaus von Griechenland (1872–1938), Sohn des Königs Georg I.
- Wilhelm Wilberg (1872–1956), österreichischer Bauforscher und Klassischer Archäologe
- Alexandros Nikolopoulos (1875–?), Gewichtheber
- Ioanna Stefanopoli (1875–1961), Journalistin und erste Studentin an einer griechischen Universität
- Konstantinos Demertzis (1876–1936), Politiker
- Maria von Griechenland und Dänemark (1876–1940), Adelige
- Sofia Laskaridou (1876–1965), Malerin
- Alexandros Touferis (1876–1958), griechisch-französischer Leichtathlet
- Ioannis Persakis (1877–1943), Leichtathlet
- Filippos Karvelas (1877–1952), Turner
- Vasilios Xydas (1877–?), Leichtathlet
- Spyridon Belokas (1878–?), Langstreckenläufer
- Ion Dragoumis (1878–1920), Diplomat, Schriftsteller und Politiker
- Ioannis Rallis (1878–1946), Politiker
- Julija Nikolajewna Dansas (1879–1942), russische Historikerin, Religionswissenschaftlerin, Publizistin, Unteroffizier und römisch-katholische Ordensschwester
- Demetrios Galanis (1879/82–1966), Maler
- Petros Persakis (1879–?), Turner
- Effrosini Paspati (1880–1935), Tennisspielerin
- Waldemar Petersen (1880–1946), Professor für Elektrotechnik

#### 1881 bis 1900
- Andreas von Griechenland (1882–1944), Adeliger
- Georg Lakon (1882–1959), Botaniker und Saatgutforscher
- Nikolaos Lytras (1883–1927), Maler
- Alexandros Papagos (1883–1955), Feldmarschall und Politiker
- Manolis Triantafyllidis (1883–1959), Sprachwissenschaftler, Grammatiker, Demotizist und Pädagoge
- Hans Petersen (1885–1963), Laienrichter und Mitglied des Reichstags
- Giorgio Carlo Calvi di Bergolo (1887–1977), italienischer General
- Georgios Banikas (1888–1956), Stabhochspringer
- Spyros Trikoupis (1888–1945), Jurist, Publizist und Politiker
- Michael Tombros (1889–1974), Bildhauer
- Giorgos Kalafatis (1890–1964), Leichtathlet und Fußballspieler
- Wilhelm Petersen (1890–1957), deutscher Komponist
- Alberto Savinio (1891–1952), italienischer Schriftsteller, Maler und Komponist
- Tryfon Triantafyllakos (1891–?), griechischer Fechter
- Ernst Beckmann (1893–1957), Verwaltungsjurist
- Demetrius Constantine Dounis (1893–1954), Geiger und Musikpädagoge
- Elena von Griechenland (1896–1982), Prinzessin von Griechenland und Dänemark
- Aspasia Manos (1896–1972), Ehefrau von König Alexander I.
- Dimitri Mitropoulos (1896–1960), Dirigent, Komponist und Pianist
- Nikolaos Baltatzis-Mavrokordatos (1897–?), Wasserballspieler
- Konstantinos Tsatsos (1899–1987), Jurist, Autor und Politiker

### 20. Jahrhundert

#### 1901 bis 1910
- Ioannis Kakridis (1901–1992), Philologe
- Paul (1901–1964), König von Griechenland
- Dora Stratou (1903–1988), Tänzerin, Sängerin und Choreographin
- Helen Ernst (1904–1948), bildende Künstlerin
- Konstantinos Th. Dimaras (1904–1992), Literaturwissenschaftler
- Irene von Griechenland (1904–1974), Prinzessin
- Melpo Axioti (1905–1973), Schriftstellerin
- Margarita von Griechenland (1905–1981), Prinzessin
- Marina, Duchess of Kent (1906–1968), Mitglied der britischen königlichen Familie
- Theodora von Griechenland sen. (1906–1969), Prinzessin
- Linos Politis (1906–1982), Neogräzist
- Nikos Engonopoulos (1907–1985), Maler und Dichter
- Thrasybulos Georgiades (1907–1977), Musikwissenschaftler, Pianist und Bauingenieur
- Georgios Kartalis (1908–1957), Politiker
- Panagiotis Zepos (1908–1985), Rechtswissenschaftler und Politiker
- Spyros Markezinis (1909–2000), Politiker
- Stavros Niarchos (1909–1996), Reeder und Kunstsammler

#### 1911 bis 1920
- Cecilia von Griechenland (1911–1937), Prinzessin
- Gina Bachauer (1913–1976), Pianistin
- Katharina von Griechenland (1913–2007), Prinzessin
- Aris Konstantinidis (1913–1993), Architekt
- Vassilis Ephremidis (1915–2000), Politiker
- Giorgos Tzavellas (1916–1976), Filmregisseur, Drehbuch- und Theaterautor, Schauspieler und Filmproduzent
- Iris Clert (um 1917–1986), griechisch-französische Kunst-Galeristin und Sammlerin
- Georgios Rallis (1918–2006), Politiker
- Dimitrios Farmakopoulos (1919–1996), Maler
- Miltos Sachtouris (1919–2005), Lyriker
- Melina Mercouri (1920–1994), Schauspielerin, Sängerin und Politikerin
- Alex Mylona (1920–2016), Bildhauerin
- Yvonne Picard (1920–1943), französische Philosophin
- Giorgos Sisilianos (1920–2005), Komponist
- Ioanna Spiteri-Veropoulou (1920–2000), Bildhauerin der Nachkriegszeit und Vertreterin des Expressionismus

#### 1921 bis 1930
- Alexandra von Griechenland (1921–1993), Ehefrau von Peter II. von Jugoslawien
- Dimitris Horn (1921–1998), Schauspieler und Regisseur
- Spyros Kalogirou (1922–2009), Schauspieler
- Lucien Lazaridès (1922–2005), französischer Radrennfahrer
- Georgios Mangakis (1922–2011), Rechtswissenschaftler und Politiker
- George Savakis (1922–2004), Maler
- Georg Buschor (1923–2005), Schlagertexter
- Nicholas Georgiadis (1923–2001), griechisch-britischer Maler, Bühnen- und Kostümbildner
- Dimitrios Ioannidis (1923–2010), Offizier
- Rosita Sokou (1923–2021), Journalistin, Übersetzerin, Kritikerin und Autorin
- Johannes Papalekas (1924–1996), griechisch-deutscher Soziologe
- Anastasios Peponis (1924–2011), Politiker
- Stefanos Petrakis (1924–2022), Leichtathlet
- Mimis Plessas (1924–2024), Pianist und Komponist
- Nikos Valsamakis (* 1924), Architekt
- Georges Sari (1925–2012), Schriftstellerin und Schauspielerin
- Takis (1925–2019), Bildhauer und Kinetischer Künstler
- Alki (Angeliki) Zei (1925–2020), Schriftstellerin
- Hélène Ahrweiler (* 1926), Byzantinistin und UNICEF-Botschafterin für Griechenland
- Takis Zenetos (1926–1977), Architekt
- Grigoris Varfis (1927–2017), Politiker
- Byron Zappas (1927–2008), Großmeister für Schachkompositionen
- Vlassis Caniaris (1928–2011), bildender Künstler
- George Joannides (1922–1990), US-amerikanischer CIA-Mitarbeiter
- Manuel Batakian (1929–2021), Ordensgeistlicher und armenisch-katholischer Bischof von Our Lady of Nareg in New York
- Dimitri Dimakopoulos (1929–1995), griechisch-kanadischer Architekt
- Theodoros Dimitrief (1929–2016), Schauspieler und Sänger
- Basil G. Nafpaktitis (1929–2015), griechisch-US-amerikanischer Meeresbiologe und Ichthyologe
- Giorgos Savvidis (1929–1995), Literaturwissenschaftler
- Yannis Ioannidis (* 1930), Komponist
- Stavros Mentzos (1930–2015), Neurologe und Psychiater
- Nico Minardos (1930–2011), griechisch-US-amerikanischer Schauspieler
- Evangelos A. Moutsopoulos (1930–2021), Philosoph und Philosophiehistoriker

#### 1931 bis 1940
- Kiki Dimoula (1931–2020), Dichterin
- Perikles Fotopoulos (1931–2003), griechisch-italienischer Schlagersänger und Opernregisseur
- Menis Koumandareas (1931–2014), Schriftsteller
- Nicos Zographos (* 1931), Möbeldesigner und Unternehmer
- Peter Falk (* 1932), deutscher Ingenieur, Entwickler bei Porsche
- Tzeni Karezi (1932–1992), griechische Schauspielerin
- Georges Garvarentz (1932–1993), französischer Komponist und Arrangeur
- Christos M. Joachimides (1932–2017), Kunsthistoriker
- Antonis Lepeniotis (1932–2004), Filmregisseur und Drehbuchautor
- Spiros Thomatos (1932–2012), Gitarrist
- Georgos Vithoulkas (* 1932), Homöopath
- Chryssa (1933–2013), griechisch-US-amerikanische Malerin, Bildhauerin und Grafikerin
- Theofanis Kakridis (1933–2019), Altphilologe
- Stefan Kunze (1933–1992), deutscher Musikwissenschaftler
- Dimitris Tsatsos (1933–2010), Rechtswissenschaftler
- Ioannis Varvitsiotis (* 1933), Politiker
- Anna Benaki-Psarouda (* 1934), Politikerin und Hochschulprofessorin
- Danae Coulmas (* 1934), Schriftstellerin und Übersetzerin
- Nikos Kourkoulos (1934–2007), Theater- und Filmdarsteller
- Nicolas Roussakis (1934–1994), US-amerikanischer Komponist und Musikpädagoge
- Spiros Simitis (1934–2023), deutscher Jurist
- Kosta Tsipis (1934–2020), griechisch-amerikanischer Physiker und Rüstungsexperte
- Theo Angelopoulos (1935–2012), Filmregisseur, Drehbuchautor und Produzent
- Theodore Antoniou (1935–2018), Dirigent und Komponist
- Alekos Fassianos (1935–2022), Maler, Schriftsteller und Dichter
- Dimitri Kitsikis (1935–2021), Hochschullehrer
- Suzana Kolokytha Antonakaki (1935–2020), Architektin
- Giorgos Leotsakos (1935–2024), Musikwissenschaftler und -kritiker
- Jimmy Makulis (1935–2007), Sänger
- Alekos Udinotis (1935–2020), Film- und Theaterschauspieler
- Christos Yannaras (1935–2024), Philosoph und Autor
- Ara Baliozian (1936–2019), armenischer Schriftsteller
- Nicos Poulantzas (1936–1979), griechisch-französischer Politologe und Philosoph
- Jannis Sakellarakis (1936–2010), Archäologe
- Elena Walter-Karydi (* 1936), griechisch-deutsche Klassische Archäologin
- Peter Wende (1936–2017), deutscher Historiker
- Nikolaus Wenturis (1936–2001), Professor für Politikwissenschaft
- Sokrates Giapapas (1937–2020), deutsch-griechischer Unternehmer
- George Psacharopoulos (* 1937), Bildungsökonom
- Alexander Tzonis (* 1937), Architekturtheoretiker und -kritiker
- Marianna Vardinogianni (1937–2023), UNESCO-Botschafterin des guten Willens
- Ilias Zengelis (* 1937), Architekt
- Yiannis N. Moschovakis (* 1938), US-amerikanischer Logiker
- Spyros Sakkas (* 1938), Sänger
- T. Leslie Shear, Jr. (1938–2022), US-amerikanischer Klassischer Archäologe, Hochschullehrer
- Sophia von Griechenland (* 1938), Königin von Spanien
- Dimitri Terzakis (* 1938), deutsch-griechischer Komponist
- Katerina Angelaki-Rooke (1939–2020), Lyrikerin und Übersetzerin
- Georgios Babiniotis (* 1939), Sprachwissenschaftler
- Christodoulos I. (1939–2008), Erzbischof von Athen
- Miltiadis Evert (1939–2011), Politiker
- Sokratis Kokkalis (* 1939), Unternehmer
- Marina Lambraki-Plaka (1939–2022), Professorin an der Kunsthochschule, Direktorin der Nationalgalerie
- Jannis Sakellariou (1939–2019), deutscher Abgeordneter zum Europäischen Parlament (SPD, SPE)
- Dimitrios Salachas (1939–2023), griechischer Geistlicher, Exarch
- Apostolos-Athanasios Tsochatzopoulos (1939–2021), Politiker
- Stavros Xarchakos (1939), Komponist, Dirigent und Politiker
- Christos Zacharakis (1939–2023), Diplomat und Politiker
- Jo Akepsimas (* 1940), griechisch-französischer Chansonnier und Komponist
- Chrys C. Caragounis (* 1940), griechisch-schwedischer Theologe
- Xenia Gratsos (1940–2018), griechisch-US-amerikanische Schauspielerin
- Marina Karella (* 1940), Künstlerin
- Pantelis Voulgaris (* 1940), Filmregisseur

#### 1941 bis 1950
- Mika Degaita, griechisch-deutsche Pianistin
- Stavros Dimas (* 1941), Politiker
- Michael Jansen (* 1941), deutscher Jurist und Diplomat
- Angeliki Laiou (1941–2008), griechisch-amerikanische Byzantinistin und Politikerin
- Dimi Palos (1941–2018), Tenor
- Christos Rozakis (* 1941), Jurist
- Nikiforos Diamandouros (* 1942), Soziologe und Historiker
- Dimitris Poulikakos (* 1942), Schauspieler und Rocksänger
- Vassilis Alexakis (1943–2021), Schriftsteller
- George Papanicolaou (* 1943), griechisch-US-amerikanischer Mathematiker
- Karlheinz Schwemmer (* 1943), deutscher Wasserspringer
- Elena Souliotis (1943–2004), Sopranistin
- Tasos Giannitsis (* 1944), Wirtschaftswissenschaftler
- Mariza Koch (* 1944), Folkloresängerin
- Stavros Savidis (* 1944), Bauingenieur für Geotechnik
- Loukas Sideras (* 1944), Musiker
- Corinna Tsopei (* 1944), Schauspielerin und Schönheitskönigin
- Georges Aperghis (* 1945), Komponist
- Petros Galaktopoulos (* 1945), Ringer
- Yorgo Voyagis (* 1945), Filmschauspieler
- Konstantin Meskouris (* 1946), Ingenieurswissenschaftler
- Daphne Evangelatos (1946–2021), griechische Mezzosopranistin
- Theano Fotiou (* 1946), Architektin, Professorin und Politikerin
- Alexander Nehamas (* 1946), Professor für Philosophie
- Jean-Marc de La Sablière (* 1946), französischer Diplomat
- Spiros Latsis (* 1946), Bankmanager und Unternehmer
- Michael Staikos (1946–2011), griechisch-orthodoxer Metropolit von Austria und Exarch von Ungarn und Mitteleuropa
- Evgenios Trivizas (* 1946), Kinderbuchautor und Professor der Kriminologie
- Maria Farantouri (* 1947), Sängerin
- Georgios Karatzaferis (* 1947), Politiker
- Elena Nathanael (1947–2008), Schauspielerin
- Nakis Panayotidis (* 1947), Objekt- und Installationskünstler
- Loukas Papadimos (* 1947), Politiker
- Eleni Torossi (1947–2022), deutsche Schriftstellerin
- Spiros Argiris (1948–1996), Dirigent
- Paul Kalligas (* 1948), Philosoph und Philosophiehistoriker
- Manolis Korres (* 1948), Bauforscher
- Anastassios Kriekoukis (* 1948), Diplomat
- Yorgos Loukos (* 1948 oder 1950), Balletttänzer, Choreograph und Festivalleiter
- Dimitri Nanopoulos (* 1948), Physiker
- Regina Gonthier (* 1949), Architektin
- Vassilis Karasmanis (* 1949), Philosophiehistoriker
- Christos Papadimitriou (* 1949), Informatiker
- Theodore Scaltsas (* 1949), Philosoph und Philosophiehistoriker
- Alexandros Alavanos (* 1950), Politiker
- Peter Biyiasas (* 1950), kanadisch-US-amerikanischer Schachmeister
- Arianna Huffington (* 1950), US-amerikanische Sachbuchautorin und Journalistin
- Anthimos Kapsis (* 1950), Fußballspieler
- Zachos Terzakis (* 1950), Opern- und Konzertsänger

#### 1951 bis 1960

##### 1951 bis 1955
- Demetrios Christodoulou (* 1951), Mathematiker und Physiker
- Vasilis Rakopoulos (* 1951), Gitarrist, Trompeter und Musikpädagoge
- Andonis Samaras (* 1951), Politiker
- Dimitra Galani (* 1952), Sängerin
- Louka Katseli (* 1952), Wirtschaftswissenschaftlerin und Politikerin
- Giorgos Kyrtsos (* 1952), Politiker
- Leda Luss Luyken (* 1952), griechisch-amerikanische Konzeptkünstlerin
- Katerina Vatsella (* 1952), Kunsthistorikerin und Kuratorin
- Denys Zacharopoulos (* 1952), Kunsthistoriker und Kunsttheoretiker
- Dimitris Avramopoulos (* 1953), Politiker und Diplomat
- Michael Christoforakos (* 1953), deutsch-griechischer Manager
- Georgios Epitideios (* 1953), Politiker
- Georgios Ikonomou (* 1953), Reeder und Kunstsammler
- Stelios Kouloglou (* 1953), Politiker
- Chryssa Kouveliotou (* 1953), Astrophysikerin
- Mihalis Yannakakis (* 1953), Informatiker
- Dora Bakogianni (* 1954), Politikerin
- John A. Cotsonis (* 1954), griechisch-amerikanischer Byzantinist und Geistlicher
- Liana Kanelli (* 1954), griechische Journalistin und Politikerin
- Thomas Mavros (* 1954), Fußballspieler
- Panos Valavanis (1954–2025), Archäologe
- Georgios Alogoskoufis (* 1955), Ökonom und Politiker
- Spyros Kapralos (* 1955), Wasserballspieler und IOC-Mitglied
- Dimitrios Papadimoulis (* 1955), Politiker
- Costas Varotsos (* 1955), Bildhauer und Hochschullehrer
- Nena Venetsanou (* 1955), Sängerin

##### 1956 bis 1960
- Kostas Karamanlis (* 1956), Politiker
- Ares J. Rosakis (* 1956), griechisch-amerikanischer Maschinenbau- und Luftfahrtingenieur
- Eliza Vozemberg (* 1956), Politikerin
- Costas Cotsiolis (* 1957), Gitarrist und Musikpädagoge
- Dimitrios Gratsias (* 1957), Richter am Europäischen Gerichtshof
- Dimitris Papakonstantinou (* 1957), deutsch-griechischer Schriftsteller und Übersetzer
- Antonios Rengakos (* 1957), Altphilologe
- Andreas Zapatinas (* 1957), Automobildesigner
- Nikolaos Anastopoulos (* 1958), Fußballspieler und -trainer
- Dimitris Angelatos (* 1958), Neogräzist
- Katerina Batzeli (* 1958), Politikerin
- Adamantios Diamantopoulos (* 1958), britisch-griechischer Wissenschaftler
- Agamemnon Ioannou (* 1958), Basketballspieler und -trainer
- Robert Kagan (* 1958), US-amerikanischer Autor
- Ioannis Vasilopoulos (1958–2025), griechisch-amerikanischer Illustrator von Schallplattencovern
- Liveris Andritsos (* 1959), Basketballspieler und -trainer
- Angelos Chaniotis (* 1959), Historiker
- Panagiotis Giannakis (* 1959), Basketballspieler und -trainer
- Miltiadis Kyrkos (* 1959), griechischer Chemieingenieur und Politiker
- Adele Neuhauser (* 1959), österreichische Schauspielerin
- Nikolaos Psarros (* 1959), Philosoph
- Thodoros Skylakakis (* 1959), Politiker
- Savina Yannatou (* 1959), Sängerin
- Lina Mendoni (* 1960), Kulturministerin und Archäologin

#### 1961 bis 1970

##### 1961 bis 1965
- Athena Coustenis (* 1961), griechisch-französische Astrophysikerin
- Georgios Koumoutsakos (* 1961), Politiker
- Jorgos Panetsos (* 1961), Konzertgitarrist
- Giorgos Papakonstantinou (* 1961), Ökonom und Politiker
- Dimitris Psonis (* 1961), Musiker
- Maria A. Stassinopoulou (* 1961), Neogräzistin
- Voula Tsouna (* 1961), griechisch-US-amerikanische Philosophiehistorikerin
- Dimitris Bertsimas (* 1962), griechisch-US-amerikanischer angewandter Mathematiker und Wirtschaftswissenschaftler
- Konstantia Gourzi (* 1962), Komponistin und Dirigentin
- Pandelis Karayorgis (* 1962), US-amerikanischer Jazz-Pianist und Komponist
- Stavros Lambrinidis (* 1962), Politiker
- Tommy Lee (* 1962), US-amerikanischer Schlagzeuger und Rocksänger
- Phedon Papamichael (* 1962), Kameramann und Regisseur
- Anni Podimata (* 1962), Politikerin (PASOK)
- Nikolaos Sakellariou (* 1962), deutscher Politiker, Fotograf und Rechtsanwalt
- Eftychia Stavrianopoulou (* 1962), Historikerin
- Vana Barba (* 1963), Schauspielerin und Model
- Pinelopi Goldberg (* 1963), griechisch-US-amerikanische Ökonomin
- Toula Limnaios (* 1963), Choreographin
- Vasilis Politis (* 1963), Philosophiehistoriker
- Mariliza Xenogiannakopoulou (* 1963), Politikerin
- Maria Filopoulou (* 1964), Künstlerin
- Fofi Gennimata (1964–2021), Politikerin und Vorsitzende der Partei Kinima Allagis
- Vasilios Kotronias (* 1964), Schachspieler
- Miltos Manetas (* 1964), Maler, Video- und Netzkünstler
- Dimitrios Moschos (* 1964), Kirchenhistoriker
- Stamos Semsis (* 1964), Violinist, Bratschist, Komponist und Texter
- Petros Tabouris (* 1964), Komponist, Musiker und Musikpädagoge
- Makis Voridis (* 1964), Anwalt und Politiker
- Theofanis Christodoulou (* 1965), Basketballspieler
- Angeliki Kanellopoulou (* 1965), Tennisspielerin
- Sotiris Kovos (* 1965), Automobildesigner
- Theodoros Theodoridis (* 1965), Fußballfunktionär

##### 1966 bis 1970
- Daniela Amavia (* 1966), Schauspielerin
- Pavlos Geroulanos (* 1966), Ökonom und Politiker
- Dimitris Lyacos (* 1966), Dichter und Dramatiker
- Elena Papandreou (* 1966), Gitarristin
- Konstantinos Patavoukas (* 1966), Basketballspieler
- Filippos Tsitos (* 1966), Regisseur
- Vassilis Tsabropoulos (* 1966), Pianist und Komponist
- Athina Rachel Tsangari (* 1966), Schauspielerin, Filmregisseurin und Produzentin
- Paul von Griechenland (* 1967), Kronprinz von Griechenland
- Stelios Haji-Ioannou (* 1967), zypriotischer Unternehmer
- Leonidas Kavakos (* 1967), Violinist und Dirigent
- Diamantis Panagiotopoulos (* 1967), Klassischer Archäologe
- Anastasios Papanastasiou (* 1967), Wasserballspieler
- Nikolaos Kaklamanakis (* 1968), Windsurfer
- Kyriakos Mitsotakis (* 1968), Politiker und Griechischer Ministerpräsident (2019—anstehend)
- Julia L. Shear (* 1968), US-amerikanische Klassische Archäologin
- Nikolas Tombazis (* 1968), Automobildesigner
- Konstantina Vassiliou-Enz (* 1968), deutsch-griechische Radiomoderatorin
- Tina Birbili (* 1969), Umweltwissenschaftlerin und Politikerin
- Antigoni Goni (* 1969), Gitarristin
- Christos Karvounis (* 1969), Gräzist und Neogräzist
- Angelos Koronios (* 1969), Basketballspieler
- Giannis Kotsiras (* 1969), Musiker
- Periklis Papapetropoulos (* 1969), Musikpädagoge, Komponist und Lautenist
- Panagiotis Papoulias (* 1969), Mittel- und Langstreckenläufer
- Dimitris Sgouros (* 1969), Pianist
- Maria Vassilakou (* 1969), österreichische Politikerin
- Giorgos Antoniou (* 1970), Jazzmusiker
- Katerina Harvati (* 1970), Paläoanthropologin
- Ekaterini Kepetzis (* 1970), Kunsthistorikerin
- Elli Kokkinou (* 1970), Sängerin
- Georg Stamatelopoulos (* 1970), griechisch-deutscher Ingenieur und Manager
- Alexander Tassis (* 1970), deutscher Politiker (AfD)

#### 1971 bis 1980

##### 1971 bis 1975
- Alexios Alexopoulos (* 1971), Sprinter
- Giorgos Alkeos (* 1971), Musiker
- Ioannis Dimitrakopoulos (* 1971), Jurist
- Effrosyni Sfyri (* 1971), Beachvolleyballspielerin
- Giorgos Sigalas (* 1971), Basketballspieler
- Teodor Currentzis (* 1972), Dirigent, Musiker und Schauspieler
- Andreas Lagonikakis (* 1972), Fußballspieler
- Jannis Spengler (* 1972), griechisch-deutscher Schauspieler
- Georgios Theodoridis (* 1972), Sprinter
- Andreas Tzermiadianos (* 1972), Schachspieler, -trainer, und -eröffnungsexperte
- Georgios Altouvas (* 1973), römisch-katholischer Geistlicher und Erzbischof von Korfu
- Panagiotis Fyssas (* 1973), Fußballspieler
- Nikos Ikonomou (* 1973), Basketballspieler
- Michalis Kapsis (* 1973), Fußballspieler
- Vassiliki Karadassiou (* 1973), Beachvolleyballspielerin
- Giorgos Lanthimos (* 1973), Filmproduzent und Regisseur
- Thanassis Michalopoulos (* 1973), Beachvolleyballspieler
- Aimilia Tsoulfa (* 1973), Seglerin
- Nikolaos Valsamakis (* 1973), griechisch-deutscher Maler
- Fragiskos Alvertis (* 1974), Basketballspieler
- Aris Argiris (* 1974), Opernsänger
- Christos Asonitis (* 1974), Schlagzeuger
- Constantinos Carydis (* 1974), Dirigent
- Stelios Giannakopoulos (* 1974), Fußballspieler
- Kostas Karamanlis (* 1974), Politiker
- Tatiani Katrantzi (* 1974), deutsche Schauspielerin
- George Koumantarakis (* 1974), südafrikanischer Fußballspieler
- Stavroula Kozompoli (* 1974), Wasserballspielerin
- Kostas Pavlidis (* 1974), Sänger
- Sokratis Sinopoulos (* 1974), Lyraspieler und Komponist
- Alexis Tsipras (* 1974), Politiker
- Marie Wilson (* 1974),  Schauspielerin
- Akis Zikos (* 1974), Fußballspieler
- Vasilis Anastopoulos (* 1975), Radrennfahrer
- Thomas Bimis (* 1975), Turmspringer
- Georgia Ellinaki (* 1975), Wasserballspielerin
- Makis Papadimitriou (* 1975), Schauspieler
- Stelios Petrakis (* 1975), Lyraspieler und Instrumentenbauer
- Thanos Petrelis (* 1975), Sänger
- Elpidoforos Potouridis (* 1975), Radrennfahrer
- Ekaterini Thanou (* 1975), Leichtathletin
- Peggy Zina (* 1975), Sängerin

##### 1976 bis 1980
- Paraskevas Antzas (* 1976), Fußballspieler
- Lambros Athanassoulas (* 1976), Rallyefahrer
- Dimitrios Eleftheropoulos (* 1976), Fußballtorhüter
- Michalis Kakiouzis (* 1976), Basketballspieler
- Harris Lambrakis (* 1976), Nayspieler
- Nikolaos Siranidis (* 1976), Turmspringer
- Sofia Zacharaki (* 1976), Politikerin und Ministerin
- Sofia Bekatorou (* 1977), Seglerin
- Pavlos Beligratis (* 1977), Beachvolleyballspieler
- Tania Giannouli (* 1977), Pianistin und Komponistin
- Alastair Heathcote (* 1977), britischer Ruderer
- Antiopi Melidoni (* 1977), Wasserballspielerin
- Theodoros Papaloukas (* 1977), Basketballspieler
- Dimitris Papanikolaou (* 1977), Basketballspieler und -trainer
- Panagiotis Andreou (* 1978), Fusion- und Weltmusiker
- Marlain Angelidou (* 1978), Sängerin
- Giannis Athanasopoulos (* 1978), Volleyball-Trainer
- Kostas Bakogiannis (* 1978), Politiker
- Athina Kontou (* 1978), Jazzmusikerin
- Aikaterina Oikonomopoulou (* 1978), griechische Wasserballspielerin
- Nikos Polychronopoulos (* 1978), griechischer Karambolagespieler und Weltmeister der Junioren
- Tassos Spiliotopoulos (* 1978), Jazz- und Fusionmusiker
- Christos Vasilopoulos (* 1978), Schauspieler und Synchronsprecher
- Nikos Androulakis (* 1979), Politiker
- Spyros Balomenos (* 1979), Handballspieler und -trainer
- Lampros Choutos (* 1979), Fußballspieler
- Maria Kouvatsou (* 1979), Schachspielerin
- Ilias Lappas (* 1979), Volleyballspieler
- Kyriaki Liosi (* 1979), Wasserballspielerin
- Aletta von Vietinghoff (* 1979), deutsche Filmeditorin
- Georgia Lara (* 1980), Wasserballspielerin
- Sia Kosioni (* 1980), Journalistin und Nachrichtensprecherin
- Panagiotis Markouizos (* 1980), Eiskunstläufer
- Giorgos Tabakis (* 1980), Jazzmusiker
- Mike Zambidis (* 1980), K-1-Kämpfer

#### 1981 bis 1990
- Constantinos Daskalakis (* 1981), Informatiker
- Christine Henning (* 1981), Moderatorin
- Panagiotis Keloglou (* 1981), Radrennfahrer
- Georgia Kokloni (* 1981), Sprinterin
- Georgios Stefanou (* 1981), Volleyballspieler
- Steve Angello (* 1982), griechisch-schwedischer House-DJ und Musikproduzent
- Leonidas Kampantais (* 1982), Fußballspieler
- Georgia Dagaki (* 1982), Sängerin
- Giorgos Petalas (* 1982), Radrennfahrer
- Eleni Potari (1982–2023), Handballspielerin
- Alexandros Tzorvas (* 1982), Fußballtorhüter
- Nikos Anadiotis (* 1983), Politiker
- Evangelia Christodoulou (* 1983), Sportgymnastin
- Evangelos Mantzios (* 1983), Fußballspieler
- Pantelis Pantelidis (1983–2016), Sänger und Songwriter
- Eleonora Zouganeli (* 1983), Sängerin
- Theodoros Angelinos (* 1984), Tennisspieler
- Ioannis Drymonakos (* 1984), Schwimmer
- Eleni Filandra (* 1984), Mittelstreckenläuferin
- Virginia Kravarioti (* 1984), Seglerin
- Ariane Labed (* 1984), französische Theater- und Filmschauspielerin
- Vasilios Xanthopoulos (* 1984), Basketballspieler
- Vasiliki Arvaniti (* 1985), Beachvolleyballspielerin
- Zoi Dimoschaki (* 1985), Schwimmerin
- Orestis Karnezis (* 1985), Fußballspieler
- Monika (* 1985), Sängerin
- Konstantinos Argyros (* 1986), Sänger
- Periklis Ilias (* 1986), Radrennfahrer
- Andreas Laskaratos (* 1986), Autorennfahrer
- Antonios Petropoulos (* 1986), Fußballspieler
- Marina Satti (* 1986), Sängerin
- Grigoris Makos (* 1987), Fußballspieler
- Giorgos Tzavelas (* 1987), Fußballspieler
- Alexandra Asimaki (* 1988), Wasserballspielerin
- Anestis Kourmpetis (* 1988), Radrennfahrer
- Vasileios Pliatsikas (* 1988), Fußballspieler
- Vassilis Podaras (* 1988), Jazzmusiker
- Panos Profitis (* 1988), bildender Künstler
- Georgios Bogris (* 1989), Basketballspieler
- Dimitris Polydoropoulos (* 1989), Radrennfahrer
- Aris Tatarounis (* 1989), Basketballspieler
- Areti Ketime (* 1989), Sängerin und Santurspielerin
- Konstantinos Galanidis (* 1990), Wasserballspieler
- Theodoros Dedes (* 1990), Fußballtrainer und -spieler
- Nikos Papadopoulos (* 1990), Fußballtorhüter
- Georgios Sotiropoulos (* 1990), Pokerspieler
- Katerina Stefanidi (* 1990), Stabhochspringerin

#### 1991 bis 2000
- Georgios Koutroubis (* 1991), Fußballspieler
- Atanas Pekanow (* 1991), bulgarischer Wirtschaftswissenschaftler
- Kosmas Gezos (* 1992), Fußballspieler
- Georgios Valerianos (* 1992), Fußballspieler
- Konstantinos Genidounias (* 1993), Wasserballspieler
- STMTS (Stamatis Mitsios, * 1993), Streetart-Künstler
- Giannis Antetokounmpo (* 1994), Basketballspieler
- Georgios Dervisis (* 1994), Wasserballspieler
- Christos Donis (* 1994), Fußballspieler
- AJ Ginnis (* 1994), US-amerikanischer Skirennläufer
- Stefanos Kapino (* 1994), Fußballtorhüter
- Evangelia Platanioti (* 1994), Synchronschwimmerin
- Stephania Haralabidis (* 1995), griechisch-US-amerikanische Wasserballspielerin
- Christodoulos Mylonas (* 1995), Handballspieler
- Maria Sakkari (* 1995), Tennisspielerin
- Thomas Strakosha (* 1995), albanisch-griechischer Fußballtorhüter
- Elisavet Teltsidou (* 1995), Judoka
- Stylianos Argyropoulos (* 1996), Wasserballspieler
- Apostolos Christou (* 1996), Schwimmer
- Konstantinos Kotsaris (* 1996), Fußballtorhüter
- Elizabeth Omoregie (* 1996), slowenische Handballspielerin
- Eleni-Klaoudia Polak (* 1996), Stabhochspringerin
- Nikolaos Andrikopoulos (* 1997), Dreispringer
- Kostas Antetokounmpo (* 1997), Basketballspieler
- Theodora Gkountoura (* 1997), Fechterin
- Dimitris Levantinos (* 1997), Leichtathlet
- Konstantinos Mavropanos (* 1997), Fußballspieler
- Tobias Altripp (* 1998), deutscher Jazzmusiker
- Eleftheria Christogeorgou (* 1998), Hochspringerin
- Romarjo Hajrulla (* 1998), albanisch-griechischer Fußballspieler
- Sofia Malkogeorgou (* 1998), Synchronschwimmerin
- Nemanja Milojević (* 1998), Fußballspieler
- Giannis Papanikolaou (* 1998), Fußballspieler
- Kaj Sierhuis (* 1998), niederländischer Fußballspieler
- Dimitrios Skoumpakis (* 1998), Wasserballspieler
- Stefanos Tsitsipas (* 1998), Tennisspieler
- Magdalini Adaloglou (* 1999), Tennisspielerin
- Anastasios Douvikas (* 1999), Fußballspieler
- Sotirios Garaganis (* 1999), Sprinter
- Athanasios Gavelas (* 1999), Para-Leichtathlet, Olympionike
- Anargyros Kampetsis (* 1999), Fußballspieler
- Emmanouil Karalis (* 1999), Stabhochspringer
- Alexandros Papanastasiou (* 1999), Wasserballspieler
- Ariadni Adamopoulou (* 2000), Stabhochspringerin
- Kyriaki Filtisakou (* 2000), Leichtathletin
- Petros Tsitsipas (* 2000), Tennisspieler

### 21. Jahrhundert
- Sotirios Alexandropoulos (* 2001), Fußballspieler
- Alex Antetokounmpo (* 2001), Basketballspieler
- Anna Arkadianou (* 2001), Tennisspielerin
- Panagiota Dosi (* 2001), Hochspringerin
- George Karlaftis (* 2001), American-Football-Spieler
- Spyridoula Karydi (* 2001), Leichtathletin
- Panos Katseris (* 2001), Fußballspieler
- Aristotelis Thanos (* 2001), Tennisspieler
- Georgios Vagiannidis (* 2001), Fußballspieler
- Marios Giotis (* 2002), griechisch-deutscher Basketballspieler
- Leandro Frroku (* 2003), Fußballspieler
- Mario Mitaj (* 2003), albanisch-griechischer Fußballspieler
- Elena Korokozidi (* 2003), Tennisspielerin
- Andreas Ndoj (* 2003), albanisch-griechischer Fußballspieler
- Sapfo Sakellaridi (* 2003), Tennisspielerin
- Christos Zafeiris (* 2003), norwegisch-griechischer Fußballspieler
- Marcel Bykowski (* 2004), polnischer Fußballspieler
- Dimitra Pavlou (* 2004), Tennisspielerin
- Stefanos Sakellaridis (* 2004), Tennisspieler
- Ermis Selimaj (* 2004), Fußballspieler
- Lida Maria Manthopoulou (* 2005), Para-Leichtathletin
- Victor Vernicos (* 2006), griechisch-dänischer Sänger und Songwriter
- Ilia Ivanschitz (* 2007), österreichischer Fußballspieler

## Bekannte Einwohner von Athen
- Anakreon (um 575/70 – 495 v. Chr.), Lyriker
- Zenon von Kition (336–264 v. Chr.), Philosoph
- Herodes Atticus (101–177), Politiker und Mäzen
- Sir Richard Church (1783–1874), General und Philhellene
- Sophie de Marbois-Lebrun (1785–1854), Herzogin von Plaisance, Philhellenin
- Karl Otfried Müller (1797–1840), Altphilologe
- George Finlay (1799–1875), Historiker und Philhellene
- Dimitrios Kallergis (um 1803–1867), General und Staatsmann
- Otto von Griechenland (1815–1867), König
- Heinrich Schliemann (1822–1890), Archäologe
- Ernst Ziller (1837–1923), Architekt
- Adolf Furtwängler (1853–1907), Archäologe
- Minos Dounias (1900–1962), Geiger und Musikwissenschaftler
- Alexander Iolas (1907–1987), Kunsthändler und Mäzen
- Marika Zagorisiou (1921–2013), Architektin, Bauforscherin und Autorin
- Maria Callas (1923–1977), Opernsängerin
- Eleni Maneta (* 1939), Architektin
- Evgenia Fakinou (* 1945), Schriftstellerin
- Demis Roussos (1946–2015), Sänger
- Apostolos Doxiadis (* 1953), Schriftsteller
- Kalinikos Kreanga (* 1972), Tischtennisspieler